# Harry Styles
Harry Edward Styles (n. 1 februarie 1994, Redditch, Anglia, Regatul Unit) este un cântăreț, textier, filantrop, model și actor englez ce și-a început cariera la vârsta de șaisprezece ani.     
Styles a crescut în Holmes Chapel, Cheshire până la vârsta de șaisprezece ani. În 2010 a participat la audițiile emisiunii The X Factor, însă nu a avansat în fazele superioare ale competiției pe cont propriu. Tânărul interpret, alături de alți patru băieți eliminați, la recomandarea lui Nicole Scherzinger, care era invitată în juriul emisiunii, au revenit în concurs ca grup. Formația, numită One Direction, a terminat pe locul trei în cadrul emisiunii The X Factor. Ulterior, grupul a lansat cinci albume studio, a susținut mai multe turnee globale și a câștigat o serie de premii muzicale. Trupa și-a întrerupt activitatea muzicală la începutul anului 2016.
În iunie 2016, Styles a semnat un contract cu casa de discuri Columbia Records, iar debutul său ca artist solo avea să se materializeze prin piesa „Sign of the Times”, care a urcat pe primul loc în clasamentele internaționale. Primul său album studio, Harry Styles (2017), a primit o serie de aprecieri și critice favorabile,debutând în vârful topurilor muzicale mondiale în 84 de țări.
În același an Harry Styles a debutat ca actor în filmul de război regizat de Christopher Nolan, Dunkirk,ce a câștigat trei premii Oscar.
Al doilea album al artistului, Fine Line (2019) a intrat în topurile internaționale instant obținând un loc în topul ''Cele mai bune 500 albume vreodată'' realizat de revista Rolling Stones,în decembrie 2020 fiind nominalizat la trei premii Grammy.
''Cred că este important atunci când faci orice formă de artă saăelimini ego-ul din ea.Este despre munca pe care o depui atunci când nu aștepți aplauze.''
Pe lângă muzică,acesta este recunoscut pentru stilul său flamboaiant devenind astfel primul bărbat ce a apărut solo pe coperta revistei Vogue.

## Biografie

### Adolescență
Părinții lui Styles au divorțat când acesta avea șapte ani, mama lui mai târziu recăsătorindu-se cu Robin Twist, care a decedat în 2017. Harry are un frate vitreg mai mare, Mike, și o soră vitregă pe nume Amy, ambii copii ai lui Twist. De asemena, el are o sora mai mare,Gemma Styles. La șaisprezece ani s-a angajat pentru prima oară, lucrând part-time la brutăria W. Mandeville din Holmes Chapel.
În copilărie acesta interpreta piesele lui Elvis Presley.În adolescență, Styles a fost solistul trupei „White Eskimo”, formată în timpul liceului, trupă ce a câștigat competiția „Battle of the Bands”.

## Carieră

### Debut

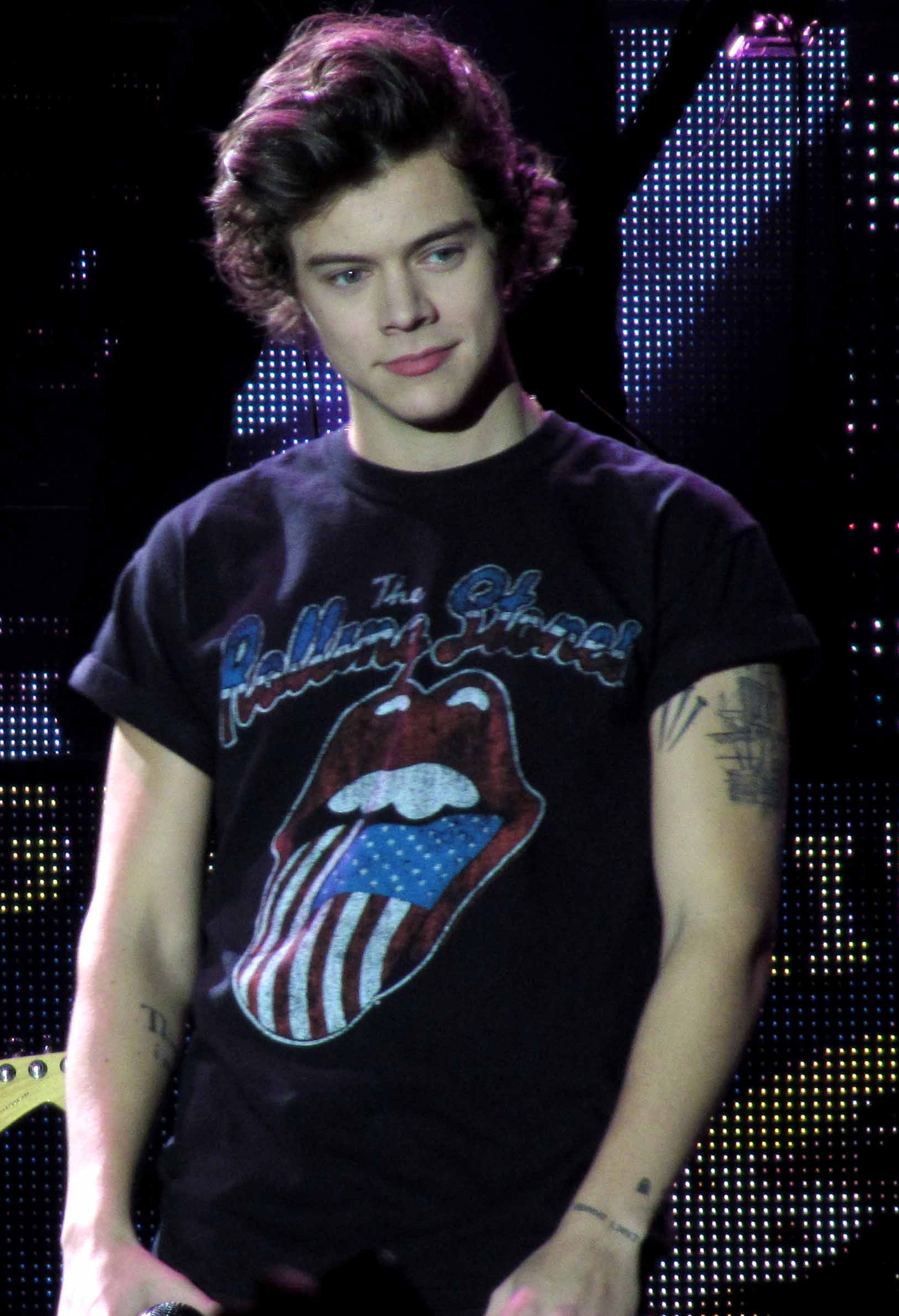
Harry Styles în Glasgow, „Take Me Home Tour” (2013)

În urma unei sugestii făcute de mama sa, la 11 aprilie 2010 Styles a candidat cu o audiție solo în competiția televizată The X Factor cântând  piesa lui Stevie Wonder „Isn't She Lovely”. Styles a participat în 2010 la audițiile emisiunii, însă nu a avansat în fazele superioare ale competiției pe cont propriu. Tânărul interpret, alături de alți patru băieți eliminați, la recomandarea lui Nicole Scherzinger, care era invitată în juriul emisiunii, au revenit în concurs ca grup. Formația, numită One Direction, a terminat pe locul trei în cadrul emisiunii, iar ulterior a lansat cinci albume studio, a susținut mai multe turnee globale și a câștigat o serie de premii muzicale. One Direction: This Is Us este un documentar despre grup regizat de Morgan Spurlock și lansat în august 2013. Filmul a câștigat peste 30.000.000 de dolari la nivel mondial, în primul său weekend în cinematografe.

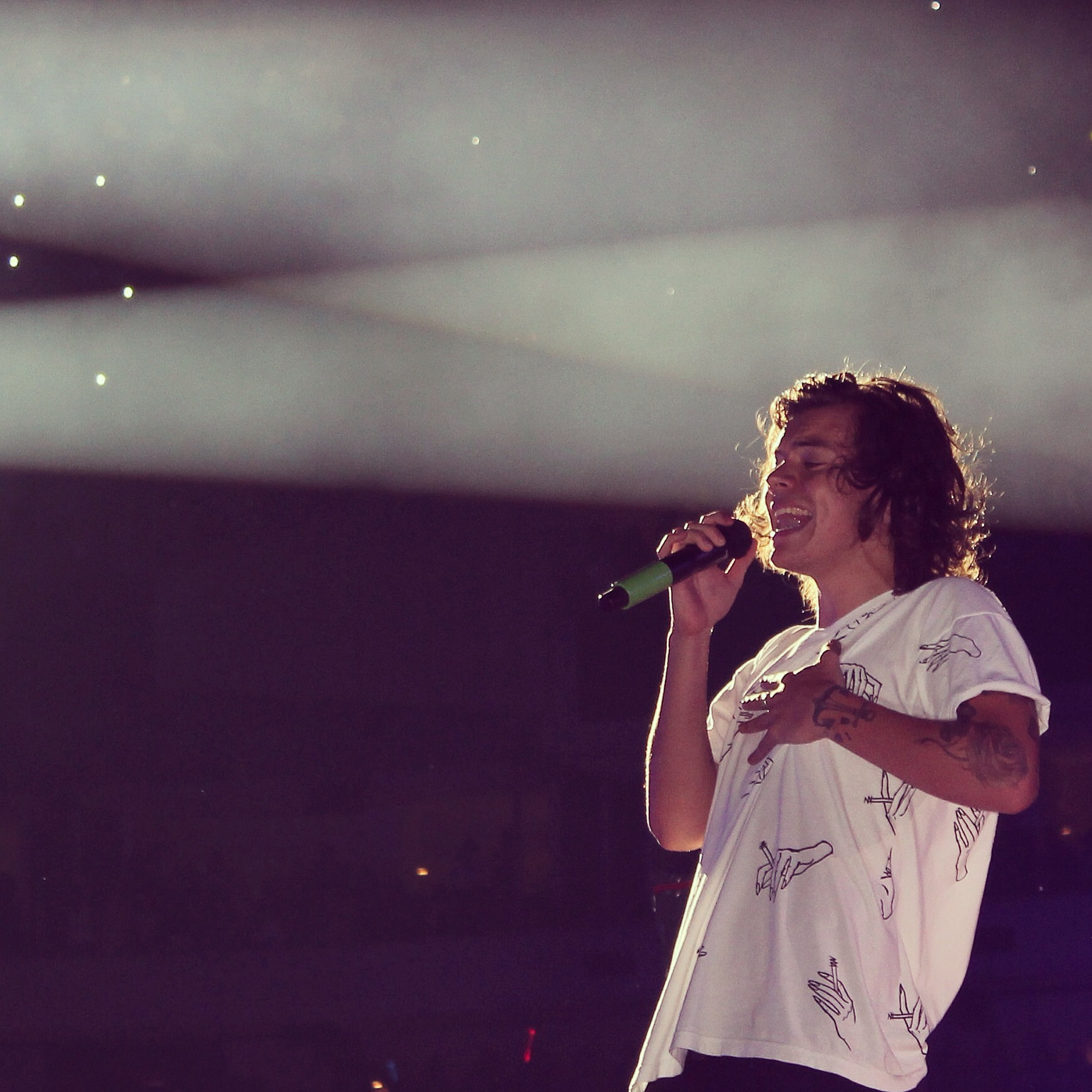
Harry Styles (2014)

Pentru o perioadă de aproximativ 20 de luni, acesta a trăit în mansarda producătorului Ben Winston în Hampstead Heath, Londra, timp în care era în căutarea propriei sale case. Inspirat de aceste evenimente, Styles a produs serialul Happy Together (2018).

### 2016-prezent: Carieră solo și debut în cinematografie
Styles și-a lansat propria casă de discuri Erskine Records în mai 2016 și a semnat un contract de înregistrare cu Columbia Records ca artist solo.
Înregistrarea albumului de debut al acestuia a fost în 2016; sesiunile de înregistrare având loc în  California, Londra, Gee Jam Hotel Recording Studio în Port Antonio, Jamaica și Abbey Road pentru o perioadă de două luni în toamnă. Jeff Bhasker a fost directorul executiv al albumului, cu Alex Salibian, Tyler Johnson și Kid Harpoon ca producători. Albumul a primit critici favorabile, fiind inclus în diverse liste ale unor publicații ca unul dintre cele mai bune albume din ultimii 50 de ani,piesa ''Sign of the Times'' fiind numită ''Cel mai bun single al anului 2017'' de publicația Rolling Stones.Documentarul ''Harry Styles:Behind the Album'' a apărut în același an fiind realizat de Apple Music.
Styles a debutat în filmul lui Christopher Nolan,Dunkirk în iulie 2017, jucând rolul unui soldat britanic numit Alex, care face parte din operațiunea de evacuare a armatei britanice din Dunkerque, Franța în Al Doilea Război Mondial. Nolan a declarat că nu știa de faima sa și că Harry a obținut rolul „pentru că el se potrivește de minune rolului și a câștigat cu adevărat respectul nostru”. Criticul de film Robbie Collin de la Daily Telegraph l-a lăudat pe Styles, opinând că este „talentat, determinat și în mod neașteptat foarte convingător”.
Styles a găzduit The Late Late Show with James Corden în luna decembrie. Împreună cu Jack Antonoff și Ilsey Juber, Styles a scris „Alfie's Song (Not So Typical Love Song)” pentru filmul Love, Simon(2018). În iunie 2018, Harry a fost model principal într-o campanie de modă a Gucci,fiind și în prezent muza casei de modă.
Al doilea album al artistului, Fine Line (2019) a debutat în topurile internaționale instant și a intrat în topul ''Cele mai bune 500 albume vreodată'' realizat de revista Rolling Stones,în decembrie 2020 fiind nominalizat la trei premii Grammy.
''Trăim într-un timp în care este imposibil să nu fim conștienți de ce se întâmplă în lume. Societatea noastră nu a fost niciodată  mai divizată. Este important să susținem ce credem că este corect.Mi-aș dori ca viziunea mea să se vadă prin muzică și lucrurile pe care le fac [..] revoluția vine din gesturi mici,iar acum oamenii realizează că asta aduce adevărata schimbare.'' - revista I-D.
Harry va deveni antagonistul într-un thriller psihologic realizat de Olivia Wilde, numit Don't Worry Darling. De asemenea va avea un rol principal în adaptarea cărții ''My Policeman'' scrisă de Bethan Roberts.

## Influențe

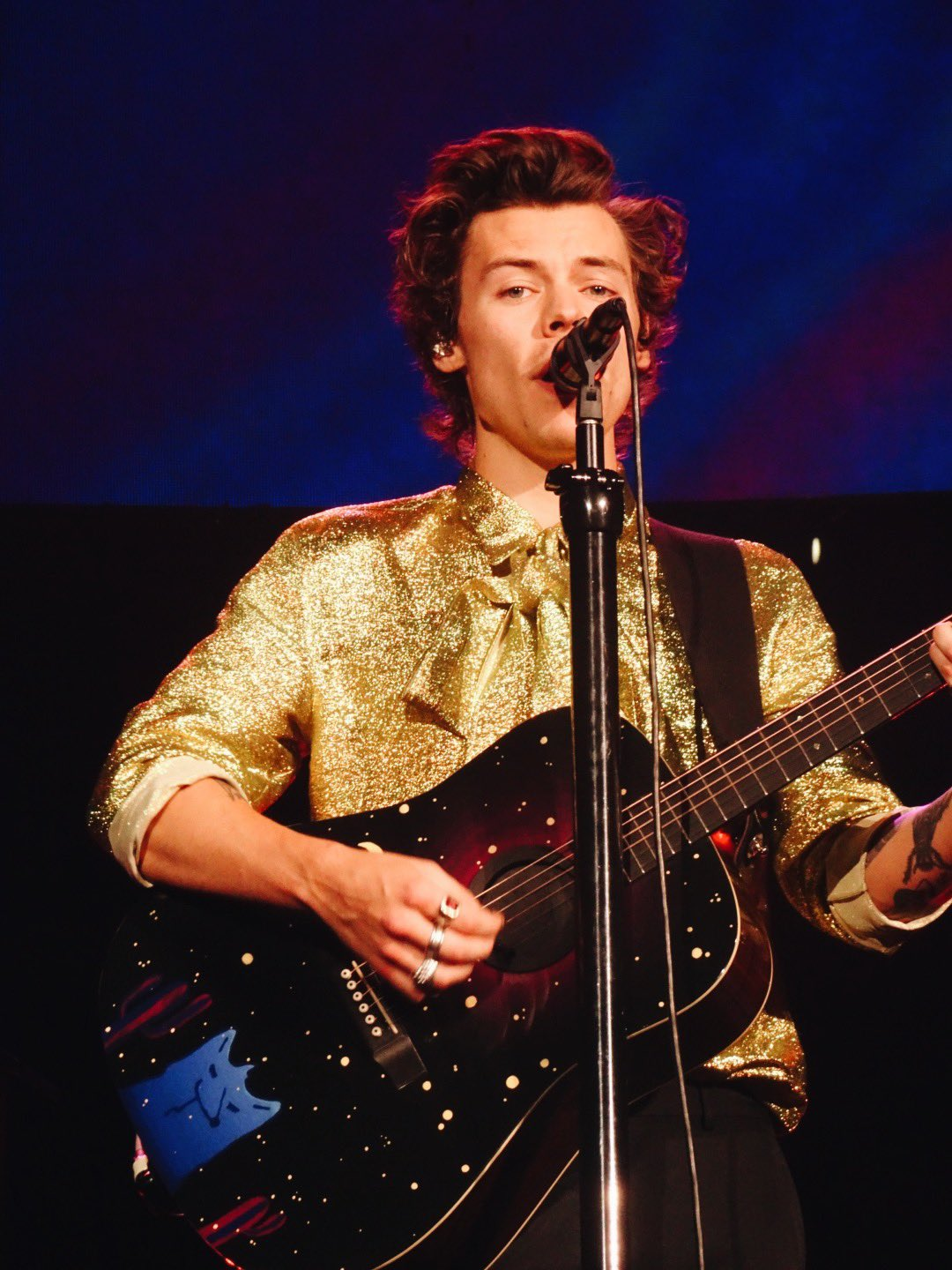
Harry Styles în Denver,Colorado(2018)

Styles consideră că principala sa inspirație este Shania Twain, atât în muzică cât și în modă. Printre influențele lui se numără Pink Floyd, The Beatles, Rolling Stones, Fleetwood Mac, Harry Nilsson, Freddie Mercury, Elvis Presley și Joni Mitchell. Albumul său preferat este ''Astral Weeks'' realizat de Van Morrison pe care îl considera ''complet perfect''.

## Imagine publică
Jurnalistul Tim Sendra de la Allmusic spunea că Styles este o „persoană fermecătoare, vocea elastică poziționându-l ca un Justin Timberlake al grupului. Styles părea un tânăr cu gropițe, un zvelt farsor fericit să poarte mantaua ce îl desemna Class Clown”. Chris Payne remarca: „de la influențele sale în modă la persoana de pe scenă cu părul creț în vânt, Styles întotdeauna amintea de un Rock Star”. Aceeași publicație a remarcat pe parcursul a cinci ani de stagiu cu grupul său că gusturile lui Harry în ceea ce privește moda „au înflorit de la un adolescent ce purta jachete din piele și bandane ce îi complimentează părul la un amestec atent executat de rock al anilor '70 plin de farmec și spirit”. În septembrie 2016 Styles a fost prezentat în trei editoriale separate unde a fost intervievat de Paul McCartney și Chelsea Handler pentru revista „Another Man”, în același an fiind intervievat de Cameron Crowe pentru revista Rolling Stone.
Preferă culoarea roz și costume colorate,într-un interviu citându-l pe Paul Simonon: „Roz este singura,adevărata culoare rock&roll”.
Potrivit designerului de modă Michael Kors: „Harry este întruchiparea modernă a stilului rock britanic,viu,purtat cu mândrie, fără regrete”. Alessandro Michele,directorul general Gucci spunea: ''Este atractiv ca un James Dean și persuasiv ca o Greta Garbo. Este ca un personaj Luchiano Visconti,ca un Apollo,sexy ca o femeie,ca un bărbat. Desigur,Harry nu este conștient de asta.''
David Beckham,Martin Scorsese și Bon Jovi se declară de asemenea fani ai artistului.
A primit mai multe titluri în topurile clasamentelor mondiale în ceea ce privește muzica, aspectul fizic și moda, în anul 2018 fiind clasat pe locul 4 în topul revistei GQ „Cei mai bine îmbrăcați bărbați din lume”.

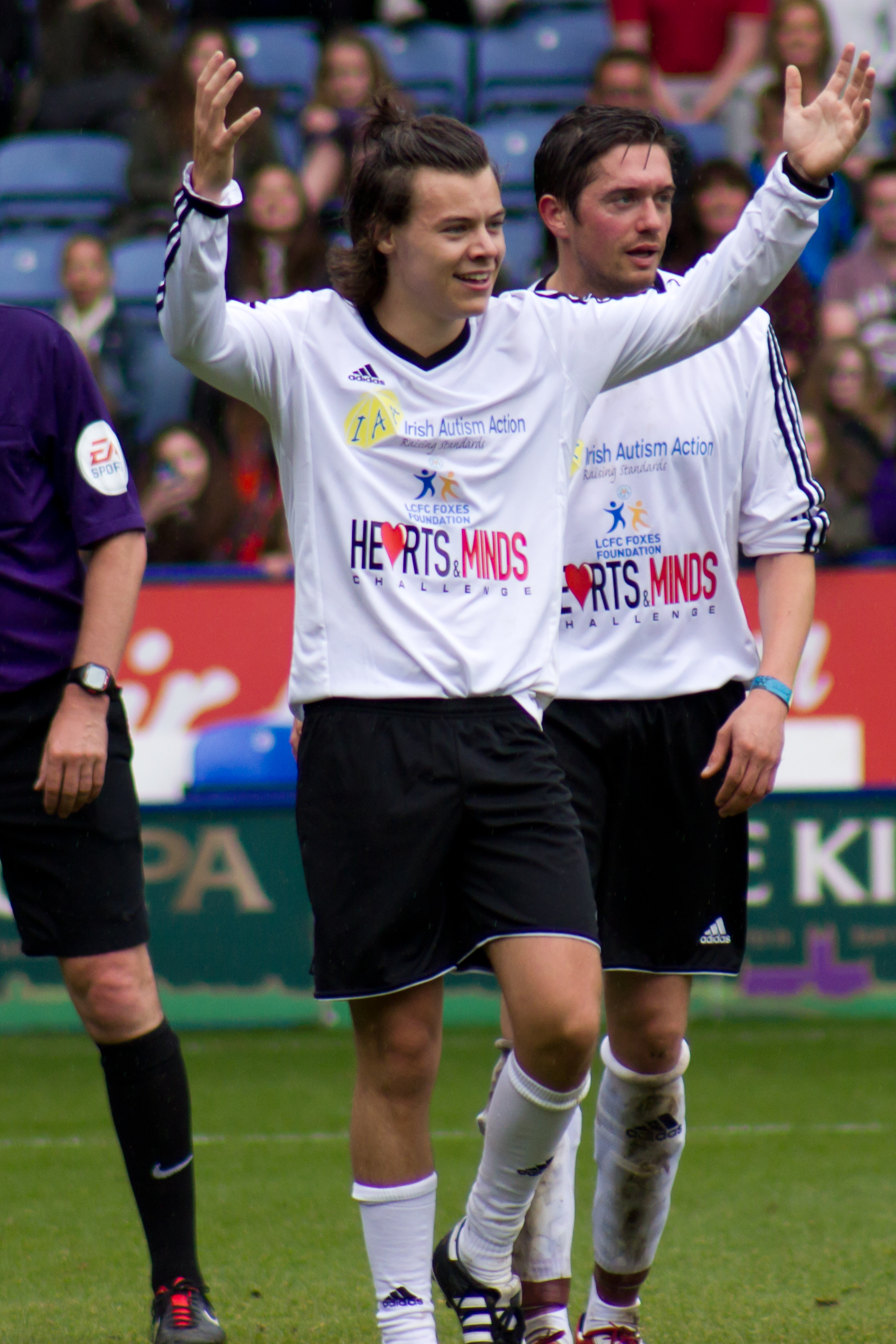
Harry Styles în timpul unui meci caritabil pentru Irish Autism Auction

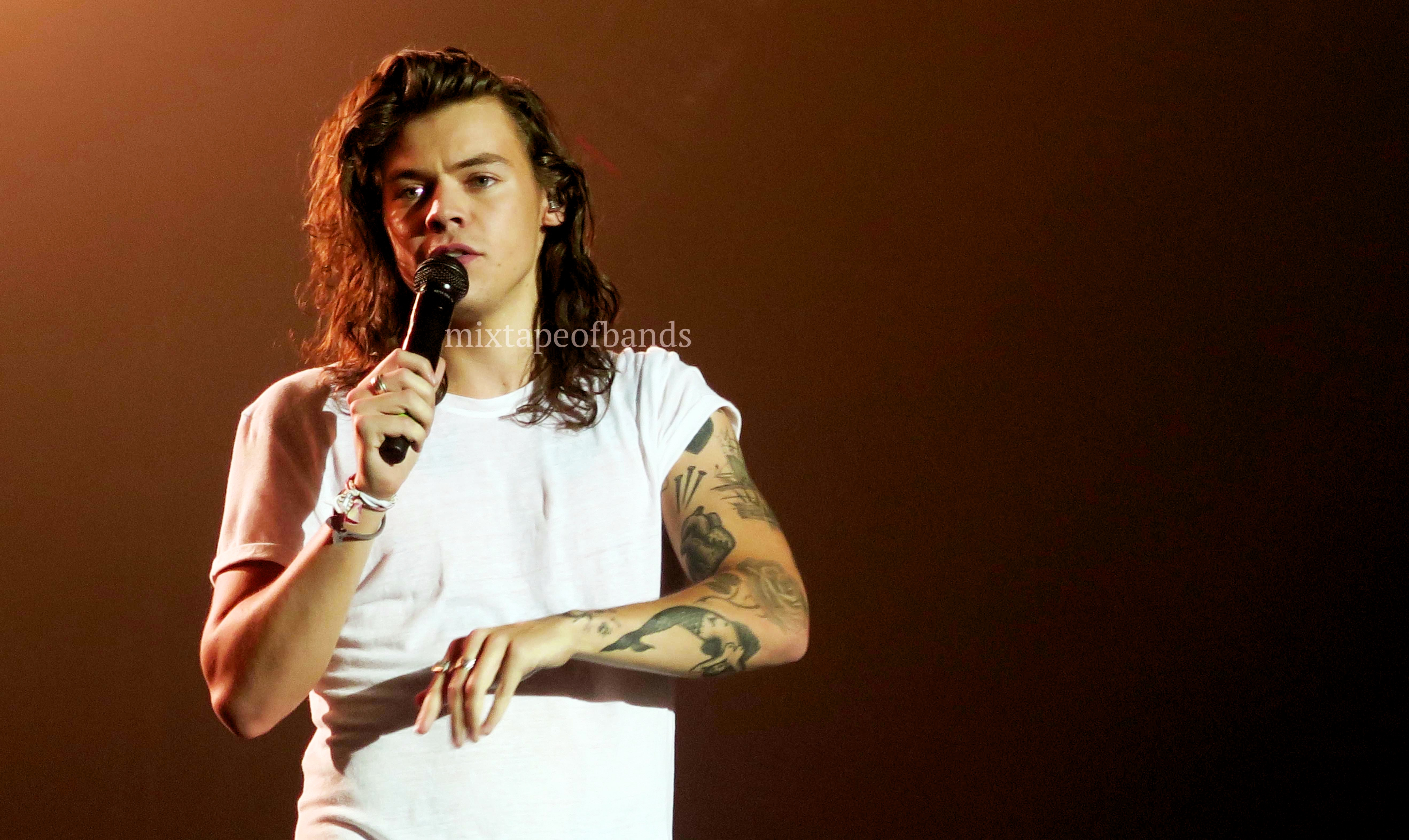
Harry Styles, OTRA Tour (2015)

Harry Styles se declară susținător al feminismului. În 2014, Styles a sprijinit public „HeForShe”, o mișcare de solidaritate lansată de ONU și Emma Watson pentru egalitatea de gen care solicită în mod special participarea bărbaților pentru a contribui la combaterea discriminării și a violenței împotriva femeilor. În același an, el a purtat tricoul primului jucător gay din NFL,Michael Sam, la un concert din St. Louis.
În 2015, a vizitat studenții de la proiectul Lalela din Cape Town, o organizație care oferă educație tinerilor săraci și dezavantajați. Styles a recurs frecvent la social media pentru a-și exprima sprijinul pentru diverse cauze, precum Typhoon Haiyan Relief, Ziua Mondială a Apei și în 2015 pentru cutremurul din Nepal. El a dezvăluit pe Twitter un tatuaj, un fluture, ca răspuns la un fan ce suferă de epidermoliza buloasă.
În 2018, Styles, printre alți artiști, a semnat o petiție cerând un control al armelor mai strict, în urma atacului Stoneman Douglas High School și și-a exprimat sprijinul pentru campania March for Our Lives.
În decembrie 2020 a devenit primul bărbat ce a apărut solo pe coperta revistei Vogue,purtând o rochie Gucci. În urma criticilor conservatoare privind alegerile sale vestimentare,Styles spune: ''Cred că este atât de multă masculinitate în a fi vulnerabil și în a-ți permite să fii feminin,iar eu sunt foarte confortabil cu asta.'' Jurnalistul Nick Catucci menționează: ''dacă există masculinitate non-toxică,Harry a găsit-o''.
A fost votat ''Cel mai stilat bărbat al anului'' în 2020 de revista GQ.

## Viață personală
Harry își împarte timpul între LA,Londra și New York,trăind o perioadă în West Hollywood,Los Angeles. Și-a vândut în 2020 rezidența din Los Angeles,devenind deziluzionat de oraș.
Crede în karma,iar atunci când Chelsea Handler l-a întrebat dacă crede în Dumnezeu acesta a spus că se consideră o ''persoană mai mult spirituală decât religioasă'' și că este ''naiv să spunem că nimic nu există și că nu este nimic deasupra noastră mai puternic decât noi''.
Are în jur de 60 de tatuaje,multe dintre ele fiind dedicate familiei,prietenilor sau carierei sale muzicale. Ed Sheeran a realizat unele dintre cele de pe braț.
Este o persoană privată,relațiile sale fiind subiect de speculații constant. Kendall Jenner și Taylor Swift se numără printre acestea,relația cu Taylor fiind urmărită cu atenție de tabloide. În 2014 artista a debutat albumul ''1989'' ce vorbește despre acea perioadă din viața ei,impactul mass-mediei și momentele împărtășite cu Styles.
Albumul ''Fine Line''(2019) al artistului este inspirat de relația acestuia cu modelul parizian Camille Rowe.
Este pescetarian și un mare fan al sporturilor,în special boxul,pe care îl practică de mulți ani.
În mai 2019 și 2020 a fost numit al doilea cel mai bogat bărbat sub 30 de ani din Marea Britanie de publicația Sunday Times. În 2021 a ocupat prima poziție.

## Activități filantropice
În 2013, Styles, împreună cu Liam Payne, a făcut un parteneriat cu Trekstock, pentru a deveni ambasadori în acțiuni caritabile ce aveau ca scop strângerea de fonduri pentru persoanele bolnave de cancer. Tot în anul 2013, cu ajutorul lui Niall Horan, Louis Tomlinson, Zayn Malik și Liam Payne, printr-o colaborare cu Comic Relief (Red Nose Day), au vizitat Ghana și au ajutat la strângerea a 2 milioane de lire sterline pentru persoanele ce suferă de malarie.
În 2016, Styles și-a donat părul asociației Little Princess Trust, care furnizează fonduri și peruci de înaltă calitate realizate din păr real pentru copiii diagnosticați cu cancer sau alte boli similare.
Pentru a sărbători lansarea albumului său de debut, în 2017, Styles a ținut spectacole private la „The Garage” în Highbury și la clubul „Troubadour” în Los Angeles, veniturile fiind direcționate unor organizații caritabile locale. În octombrie 2017, Harry a fost unul dintre artiștii care a apărut la CBS Radio pentru al cincilea an consecutiv, într-un concert ce a avut ca scop obținerea de fonduri pentru persoanele ce luptă cu cancerul de sân.
Până la sfârșitul primului său turneu în 2018, Harry Styles a donat 1.200.000 de dolari americani în scopuri caritabile, banii venind din vânzările de bilete în cea mai mare parte și fiind oferiți pentru cel puțin 62 de organizatii caritabile, precum Times Up, March For Our Lives, Help Refugees și We Love Manchester Emergency Fund. În cursul ultimelor luni, Harry a înregistrat sute de tineri care au votat prin campania Headcount, făcând peste 5.000 de conexiuni între fanii și organizațiile caritabile locale în timpul turneului. Styles a condus un efort de conservare a apei, reciclând 6.500 galoane de apă din autobuze, vestiare și alte zone din culise.
Tot acesta a lucrat cu organizația de învățământ americană GLSEN în campania „Treat People With Kindness”, pentru a crește gradul de conștientizare cu privire la protecția tinerilor LGBTQ+ în școli. Ca un omagiu, fanii au inițiat „Proiectul Rainbow”, în care foloseau mii de bucăți de hârtie colorată pentru a transforma arenele în care avea spectacole într-un „Pride Flag”.

## Discografie și alte titluri

### Albume de studio:
- Harry Styes (2017)
- Fine Line (2019)
- Harry’s House (2022)

### Filme:
- Dunkirk (2017)
- Don't Worry Darling (2022)
- Eternals (2021)
- My Policeman(2022)

###### Discuri single:
- Sign of the Times
- Kiwi
- Two Ghosts
- Sweet Creature
- Golden
- Watermelon Sugar
- Adore You
- Lights Up
- Falling
- Treat People With Kindness

###### Alte cântece:
- Medicine
- The Chain
- Girl Crush
- Still the One
- Landslide
- Just A Little Bit Of Your Heart-Ariana Grande (doar textul)
- Stockholm Syndrome
- Ultralight Beam

###### Documentare:
- Harry Styles: Behind The Album
- One Direction: Where We Are Film (2014)
- One Direction: This Is Us (2013)
- One Direction Up All Night The Live Tour (2012)
- One Direction A Year in the Making (2011)

###### Albume video:
- Harry Styles: Behind The Album

###### Turnee muzicale:
- Harry Styles: Live on Tour (2017-2018)
- Love on Tour (2021-2023)

## Legături externe
- Official website
- Harry Styles la Internet Movie Database
- https://www.rollingstone.com/music/music-features/harry-styles-new-direction-119432/